# Okręg wyborczy Islington South and Finsbury
Okręg wyborczy Islington South and Finsbury powstał w 1974 i wysyła do brytyjskiej Izby Gmin jednego deputowanego. Okręg obejmuje południową część London Borough of Islington.

## Deputowani do brytyjskiej Izby Gmin z okręgu Islington South and Finsbury
| Wybory | Deputowany        | Partia                     |
| ------ | ----------------- | -------------------------- |
| 1974   | George Cunningham | Partia Pracy (od 1982 SDP) |
| 1983   | Chris Smith       | Partia Pracy               |
| 2005   | Emily Thornberry  | Partia Pracy               |